# Servizio europeo per l'azione esterna
Il Servizio europeo per l'azione esterna (SEAE) (European External Action Service - EEAS, in inglese) è un servizio dell'Unione europea responsabile per gli affari esteri dell'UE. Creato dal Trattato di Lisbona, è entrato in funzione dal 1º dicembre 2010. Ha sede a Bruxelles, in Belgio.
Il Servizio per l'azione esterna sostiene l'attività dell'Alto rappresentante dell'Unione per gli affari esteri e la politica di sicurezza e risponde ad esso. Di fatto il Servizio costituisce il ministero degli esteri dell'Unione europea e ne gestisce la politica estera e l'attività diplomatica. Il Servizio ha natura burocratica e diplomatica e non ha autonomia politica: le decisioni sulla politica estera e di sicurezza vengono prese dal Consiglio dei ministri degli esteri dell'Unione, presieduto dall'Alto rappresentante.
La peculiarità della carica dell'Alto rappresentante si rispecchia nella peculiarità del Servizio rispetto alle altre istituzioni e strutture dell'Unione Europea. A causa della sua collocazione intermedia tra Commissione e Consiglio e della sua origine ibrida, il Servizio è infatti un organismo unico, dotato di particolare autonomia e di importanza per l'attività di Commissione e Consiglio.
Il Servizio è il primo servizio diplomatico multinazionale. Quando sarà entrato a regime sarà il più grande servizio diplomatico al mondo, insieme a quello statunitense.
Dal febbraio 2025 il segretario generale è la funzionaria spagnola Belén Martínez Carbonell.

## Creazione
Prevista dal Trattato di Lisbona e dal nuovo art. 27 comma 3 della versione consolidata del Trattato sull'Unione Europea, la creazione del Servizio è stata piuttosto complessa e ha richiesto vari negoziati tra il Consiglio, il Parlamento e la Commissione, tutti desiderosi di difendere o estendere le proprie prerogative.
La Commissione temeva di perdere importanza, dato che la sua importante Direzione generale per le relazioni esterne sarebbe stata completamente inglobata dal nuovo Servizio e anche settori delle sue DG Commercio, Sviluppo e Allargamento avrebbero potuto essere trasferiti all'interno del Servizio. Inoltre, le rappresentanze della Commissione all'estero sarebbero diventate ambasciate dell'Unione Europea e sottratte al controllo della Commissione. Il Parlamento aveva un certo controllo sulle relazioni esterne della Commissione e voleva mantenere una certa influenza in quell'ambito, dunque voleva ottenere i massimi poteri di controllo possibili sul Servizio, inclusa la possibilità di valutare le nomine e il suo bilancio. Il Consiglio cercava invece di contrastare tali richieste e tendenze, in modo da difendere al massimo il ruolo e il peso dei governi degli stati membri.
Il raggiungimento dell'accordo tra le istituzioni è stato infine sancito con l'approvazione del Servizio per l'azione esterna da parte del Parlamento, votata l'8 luglio 2010 con 549 voti a favore, 78 contrari e 17 astenuti. Il Parlamento ha ottenuto la possibilità di approvare o respingere il bilancio del Servizio; in Parlamento sarà inoltre coinvolto sulle missioni all'estero e potrà interrogare gli ambasciatori europei designati (seppure senza poteri di veto) e visitare le ambasciate dell'Unione Europea. I poteri di controllo del Parlamento non solo sul bilancio complessivo del Servizio, ma anche sui bilanci delle singole missioni all'estero pone fine a una lunga tradizione per cui il Parlamento non si intrometteva nei dettagli dei bilanci del Consiglio e viceversa; ciò è reso possibile dal carattere peculiare e dalla collocazione intermedia del Servizio.
La Commissione è riuscita a mantenere intatte le competenze sul commercio, l'energia, l'allargamento, lo sviluppo e la cooperazione internazionale, anche se ovviamente collaborerà con il Servizio in questi campi, grazie pure alla presenza dell'Alto rappresentante all'interno della stessa Commissione. 
Il 20 luglio 2010 il Consiglio ha approvato il trasferimento dei suoi dipartimenti coinvolti al nuovo Servizio, che è diventato ufficialmente operativo il 1º dicembre 2010.
Anche l'assegnazione degli incarichi al personale del Servizio è stata piuttosto complessa e ha provocato delle tensioni tra alcuni stati membri.

## Organizzazione

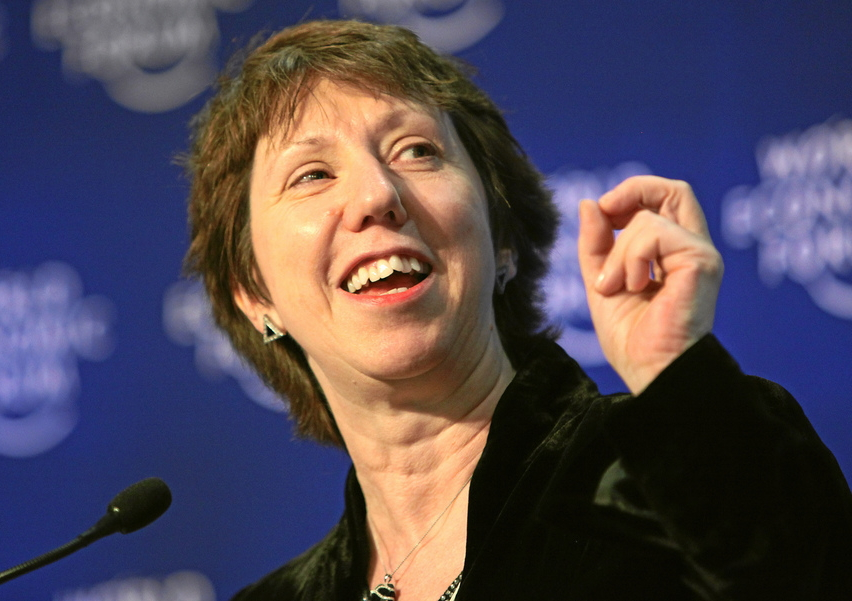
Catherine Ashton, primo Alto rappresentante a capo del Servizio europeo per l'azione esterna

Al vertice del Servizio per l'azione esterna è posto l'Alto rappresentante dell'Unione per gli affari esteri e la politica di sicurezza. L'Alto rappresentante non ha un vice, quando necessario viene sostituito da un altro membro della Commissione europea o dal ministro degli esteri dello stato membro che detiene la presidenza semestrale del Consiglio dell'Unione.
Nella gestione del Servizio e nelle questioni organizzative l'Alto rappresentante è assistito da un segretario generale esecutivo e da due vice segretari generali, uno incaricato degli affari amministrativi (in particolare coordinamento tra le varie parti del Servizio e con le altre istituzioni europee) e uno incaricato di assistere l'elaborazione della politica estera. Il segretario generale esecutivo è anche il punto di riferimento per quegli uffici del Servizio non inclusi in un dipartimento. L'attuale segretario generale esecutivo è il francese Pierre Vimont, mentre gli attuali vice segretari generali sono la tedesca Helga Schmid e il polacco Maciej Popowski.
Il Servizio per l'azione esterna è articolato in sei dipartimenti: in cinque sono raggruppati su base geografica gli uffici dedicati a tutti i Paesi e a tutte le principali organizzazioni regionali del mondo (Africa; Asia; Americhe; Medio Oriente e Nordafrica; Russia, Europa orientale e Balcani occidentali), mentre un sesto dipartimento per gli affari globali e multilaterali si occupa delle organizzazioni internazionali, dei diritti umani e della pace. Gli altri uffici del Servizio si occupano di sicurezza, programmazione strategica, affari legali, relazioni interistituzionali, informazione, audit interno e protezione dei dati personali. Al Servizio fa infine riferimento anche il Joint Situation Centre, che si occupa della cooperazione in materia di intelligence, e l'Agenzia europea per la difesa.
A partire dal 2017, congiuntamente all'Agenzia europea per la difesa, svolge anche la funzione di segretariato della Cooperazione strutturata permanente (PESCO) in materia di difesa, cui partecipano 26 dei 27 Stati membri dell'Unione europea (Malta non aderisce).
Il bilancio 2011 del Servizio è di 475,8 milioni €, ma quando entrerà interamente a regime potrà raggiungere i 3 miliardi€.
Al momento della sua nascita, il Servizio disponeva di 1.643 dipendenti, provenienti soprattutto dalla Commissione e in parte minore dal Consiglio, ma anche dagli stati membri. Non sono previste quote nazionali e le nomine vengono effettuate direttamente dall'Alto rappresentante. A regime il Servizio disporrà di circa 7.000-8.000 dipendenti.

## Delegazioni dell'Unione Europea
Unione Europea
     Paesi con delegazioni dell'UE

Unione Europea
Paesi con delegazioni dell'UE

Prima del Trattato di Lisbona, esistevano delle rappresentanze della Commissione europea all'estero, delegazioni del Consiglio e rappresentanze diplomatiche a rotazione (le ambasciate dello stato membro che aveva la presidenza di turno dell'UE svolgevano particolari funzioni a nome dell'intera UE). Il 1º gennaio 2010 tali rappresentanze furono rinominate Delegazioni dell'Unione Europea e furono gradualmente concesse loro maggiori competenze, rendendole più simili ad ambasciate che a mere delegazioni. 
Le delegazioni dell'Unione Europea sono presenti pressoché in tutti gli stati membri dell'ONU. I capi delegazione hanno il titolo di ambasciatori dell'Unione Europea e sono nominati dall'Alto rappresentante dell'Unione per gli affari esteri e la politica di sicurezza. Le delegazioni rappresentano l'intera Unione Europea e le sue istituzioni e sostituiscono le ambasciate dei singoli stati membri della UE per le materie su cui la UE ha una posizione comune. Gli stati membri restano ovviamente liberi di operare con le loro ambasciate per tutte le altre materie e per le loro relazioni bilaterali con i Paesi stranieri.

## Intelligence e sicurezza
Il Joint Situation Centre (SitCen) è nato dalla fusione del precedente Joint Situation Centre del Consiglio europeo con l'unità di crisi della Commissione europea ed è parte integrante del Servizio per l'azione esterna. Gli agenti del SitCen raccolgono informazioni per conto dell'Unione Europea e sono uno strumento importante per consentire al Servizio e all'Alto rappresentante di operare in maniera rapida ed efficace, soprattutto in caso di crisi. Tuttavia gli agenti del SitCen non hanno il potere di compiere azioni di intelligence paragonabili a quelle svolte dai servizi di intelligence dei singoli stati membri.
Il SitCen dispone di un bilancio annuale che va dai 10 ai 20 milioni di euro e di circa 160 dipendenti (agenti di intelligence, informatici, scienziati...). Il suo attuale direttore è il finlandese Ilkka Salmi.
Nel 2015 è stata creata la struttura East StratCom Task Force, una task force avente lo scopo di combattere la disinformazione antieuropea.